# 효제초등학교
효제초등학교는 대한민국 강원특별자치도 춘천시 효자동에 위치한 공립 초등학교이다.

## 학교 연혁
- 1963년 2월 12일 : 개교
- 2023년 2월 12일 : 개교 60주년

## 참고 자료
- 효제초등학교 - 한국교육학술정보원 학교알리미